# OTUB2
Ubicuitina tioesterasa OTUB2 es una enzima que en humanos está codificada por el gen OTUB2.
Las otubaínas son cisteína proteasas desubicuitinantes (DUB) que pertenecen a la superfamilia de proteínas del tumor ovárico (OTU). Al igual que otros DUB, las otubaínas escinden proteínas precisamente en el enlace ubicuitina-proteína.
La hidrolasa puede eliminar la ubicuitina conjugada de las proteínas in vitro y, por lo tanto, puede desempeñar un papel regulador importante a nivel de la renovación de proteínas al prevenir la degradación. Media en la desubicuitinación de cadenas de poliubicuitina unidas a 'Lys-11', 'Lys-48' y 'Lys-63', con preferencia por las cadenas de poliubicuitina unidas a 'Lys-63'